# Haus Dülmen
Das Haus Dülmen ist eine abgegangene hochmittelalterliche Landesburg des Hochstifts Münster im nach ihm benannten Ortsteil Hausdülmen der Stadt Dülmen im nordrhein-westfälischen Kreis Coesfeld.

## Geschichte
Der Münsteraner Bischof Burchard von Holte ließ auf einem künstlich erhöhten Gelände 1115 „dat hues to Dulmene“ errichten. Es handelte sich dabei sehr wahrscheinlich um eine Motte. 1121 wurde die Burg durch den sächsischen Herzog Lothar von Süpplingenburg zerstört. Erst 1137 wurde die Burg auf Veranlassung von Bischof Werner von Steußlingen als Ringmauerburg wiederaufgebaut. 1305 wurde sie vom Grafen von der Mark erobert. Die militärische Rolle der Burg sank mit dem Aufkommen von Feuerwaffen, zuletzt waren 1451 Reiter des Herzogs von Kleve in der Burg stationiert. Während des Konfliktes mit den Wiedertäufern von Münster regierte 1532 Bischof Franz von Waldeck sein Bistum von Burg Hausdülmen aus. Nach Münsters Eroberung wurden die Anführer Jan van Leiden, Bernd Knipperdolling und Bernhard Krechting 1535 für sechs Monate im Bergfried eingekerkert. Die Truppen des Herzogs von Alba zerstörten 1589 im Spanisch-Niederländischen Krieg die Burg mit Ausnahme des Turms. Die Verwaltung des Amtes Dülmen zog 1657 von Hausdülmen in die Stadt Dülmen um. Im 17. Jahrhundert versandeten die danach als Gärten genutzten Gräften, 1777 wurden der Bergfried, das Amtshaus und die Reste der Ringmauer abgerissen.

## Beschreibung
Wegen des frühen Niedergangs der Burg lassen sich nur anhand von Plänen des 18. Jahrhunderts Aussagen über die Gestalt der Burg treffen. Der Zugang zur Hauptburg erfolgte im Westen über eine Zugbrücke. Das Amtshaus war im Westen auf die Ringmauer aufgesetzt. Der Bergfried lag im Norden des Burghofes und war nicht in die Ringmauer eingebunden. In den südlichen zwei Dritteln der Innenfläche standen die Burgmannenhäuser und der Amtssitz. Die Burgkapelle befand sich im Südosteck der Anlage. Im Westen der Hauptburg lag eine durch Wassergräben und Wälle gesicherte Vorburg, die spätere Burgfreiheit. Die Burg war ursprünglich von mehreren Ringwällen und breiten Gräben umgeben.